# جایزه محیط زیست گلدمن

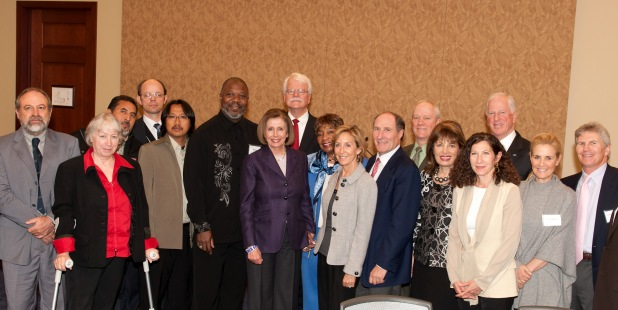
اهدای جایزه‌ی گلدمن محیط زیست در واشینگتن دی سی - ۱۴ آوریل ۲۰۱۱

جایزه محیط زیست گلدمن (به انگلیسی: Goldman Environmental Prize)، جایزه‌ای است که در یک مراسم سالانه، به فعالان محیط زیست هریک از مناطق شش‌گانه کره زمین (آسیا، اروپا، آفریقا، آمریکای مرکزی و آمریکای جنوبی، آمریکای شمالی و سرزمین‌های جزیره‌ای) تعلق می‌گیرد. این جایزه مشتمل بر یک جایزه نقدی بلاعوض ۱۵۰ هزار دلاری می‌شود که به فرد مورد نظر تعلق می‌گیرد. تاکنون، این جایزه به ۱۶۳ نفر از ۷۹ کشور دنیا تعلق گرفته‌است. دبیرخانه این مراسم در سانفرانسیسکو، کالیفرنیا قرار دارد. عنوان این جایزه، برگرفته از نام ریچارد گلدمن، بنیان‌گذار این مراسم می‌باشد که نخستین سری از این جوایز را در سال ۱۹۹۰ (میلادی) به برندگان اعطا کرد.
از سال ۲۰۱۹، مبلغ جایزه ۲۰۰۰۰۰ دلار تعیین شده است. برندگان این جایزه توسط یک هیئت داوران بین‌المللی انتخاب می‌شوند که نامزدهای برنده از شبکه جهانی مربوط به سازمان‌ها و افراد فعال محیط زیست آنرا دریافت می‌کنند. برندگان جوایز در یک تور ۱۰ روزه در واشینگتن دی سی و سانفرانسیسکو در مراسم اهدای جوایز و ارائه کنفرانس‌های خبری، جلسات توجیهی رسانه‌ای و جلسات با رهبران سیاسی حول سیاست عمومی، مالی و محیط زیست شرکت می‌کنند.